# Felosa-poliglota

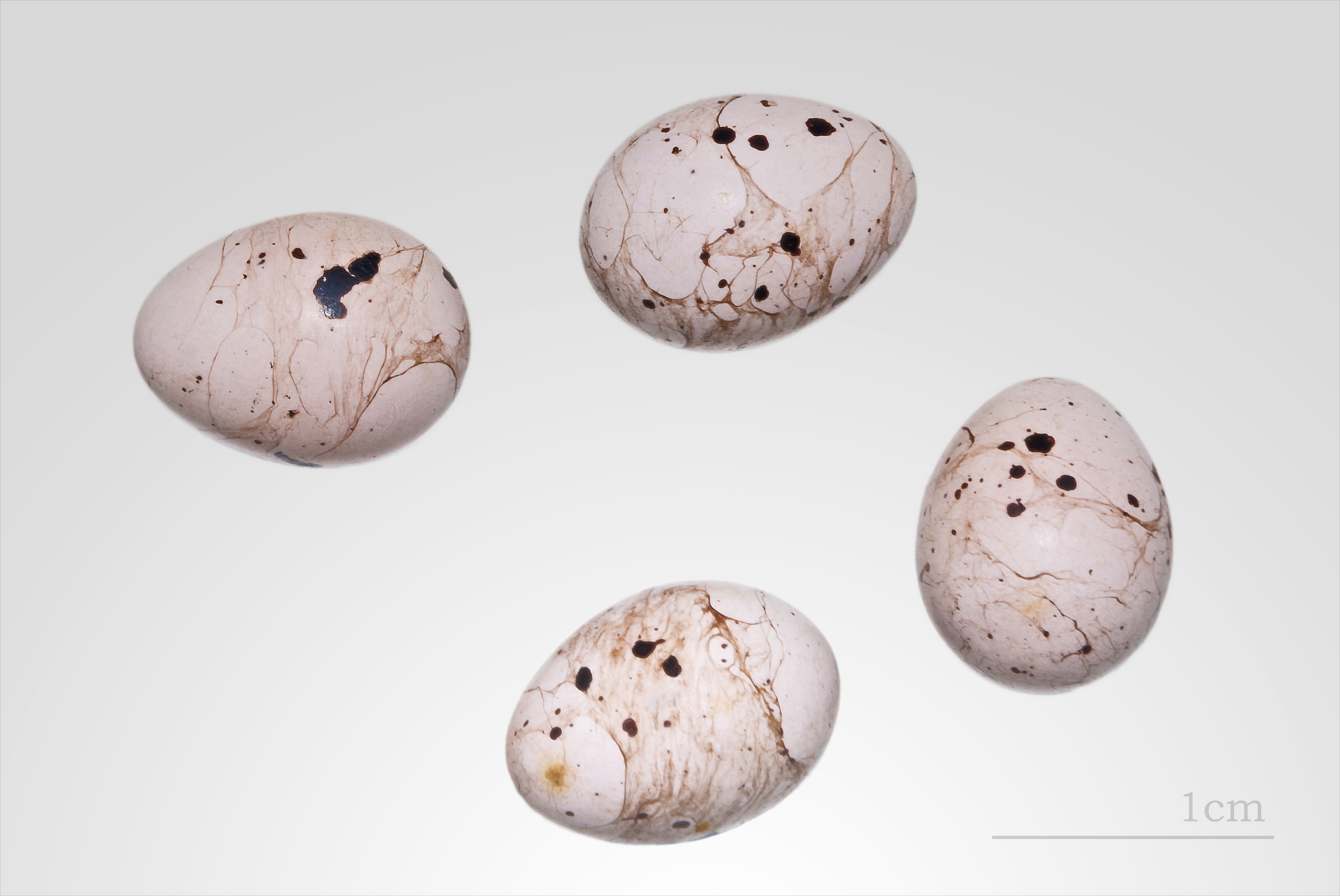
Hippolais polyglotta MHNT

A felosa-poliglota (Hippolais polyglotta) é uma ave da família Sylviidae. Caracteriza-se pela plumagem predominantemente amarela e castanha.
Frequenta sobretudo matagais e bosques ripícolas. É uma espécie migradora, que nidifica no sul da Europa e inverna em África. Em Portugal distribui-se por todo o território e está presente de Abril a Agosto.

## Subespécies
A espécie é monotípica (não são reconhecidas subespécies)